# Geostachys kerrii
Geostachys kerrii är en enhjärtbladig växtart som beskrevs av Kai Larsen. Geostachys kerrii ingår i släktet Geostachys och familjen Zingiberaceae. Inga underarter finns listade i Catalogue of Life.